# Vajacki marš

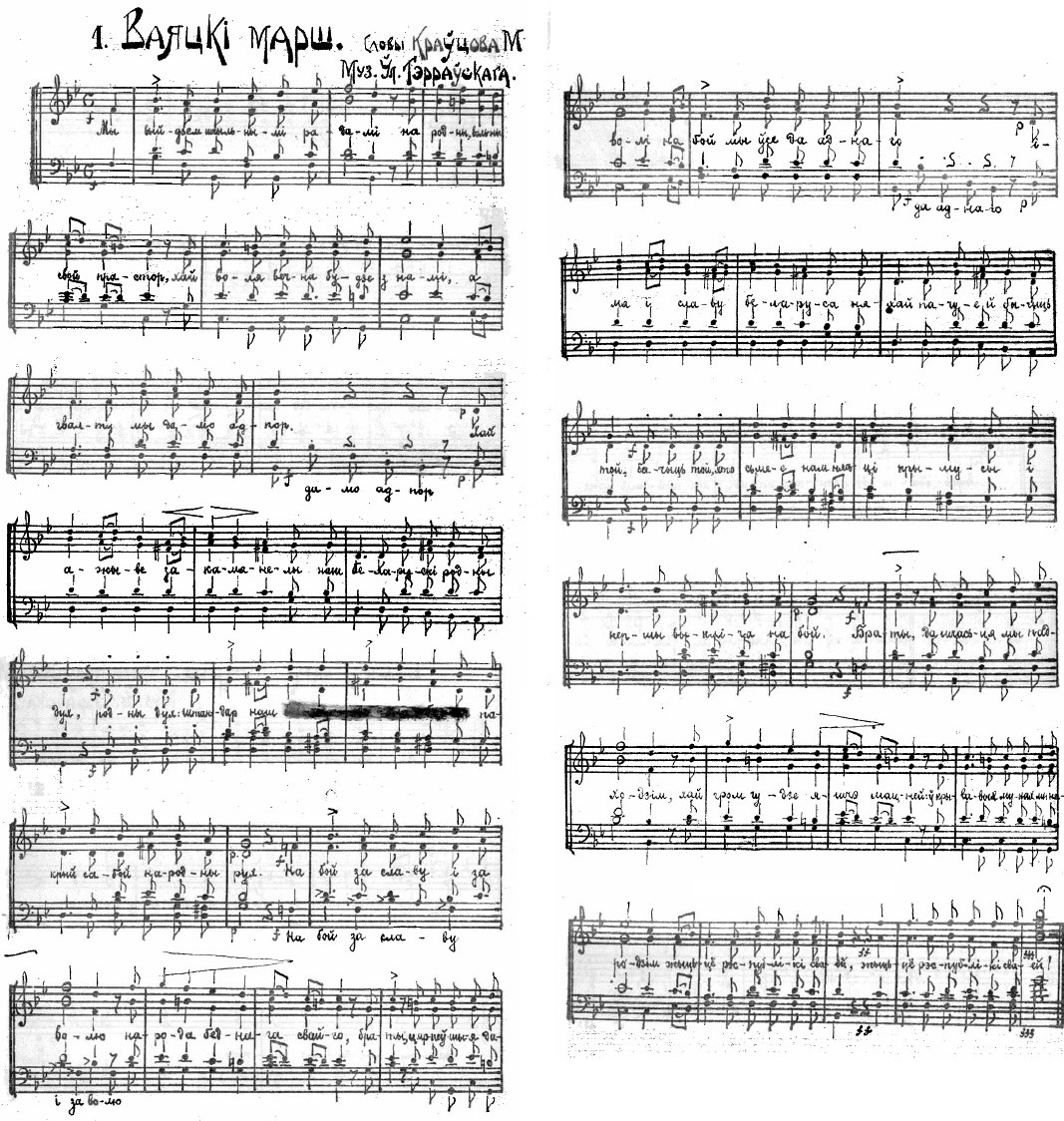
Partitura da música

Vajacki marš (Em cirílico, Ваяцкі марш, pronunciado,    março dos guerreiros ; também conhecido como My vyjdziem ščylnymi radami, em português " Venha, marcharemos em conjunto ") foi o hino nacional da República Democrática Bielorrussa que existiu por pouco tempo em 1918. Atualmente, o governo da República Democrática da Bielorrússia, Rada BNR, existe em exílio . 
A letra da música foi publicada pela primeira vez em 1919 em Minsk, no jornal Belarus. Como hino da República Democrática da Bielorrússia, a música foi aprovada em 1920, quando os líderes da república já estavam no exílio. 
Durante a ocupação soviética da Bielorrússia, a marcha foi proibida. No entanto, houve tentativas de adaptar a letra ao comunismo, substituindo as menções da bandeira branca-vermelha-branca nacional da Bielorrússia pela bandeira vermelha soviética. Ao longo do século XX, a marcha foi ativamente usada por organizações pró-independência da diáspora bielorrussa . 
Após a restauração da independência da Bielorrússia em 1991, houve propostas para fazer com que Vajacki marš fosse o hino nacional da República da Bielorrússia . Em particular, os renomados escritores Vasil Bykau, Ales Adamovich e Ryhor Baradulin fizeram um apelo público em favor de fazer da canção o hino nacional bielorrusso.  Outros símbolos da República Democrática Bielorrussa, como a Pahonia e a bandeira branca-vermelha-branca foram restaurados como símbolos de estado. 
Atualmente, o Vajacki marš goza de certa popularidade entre a oposição democrática da Bielorrússia e é tradicionalmente mencionado como uma das possíveis alternativas propostas ao atual hino oficial .  

## Letra
| Letra em bielorrusso (cirílico) | Letra em bielorrusso (latinizado) |
| --- | --- |
| Мы выйдзем шчыльнымі радамі На вольны родны свой прастор. Хай воля вечна будзе з намі, А гвалту мы дамо адпор! Няхай жыве мaгутны, смелы Наш беларускі вольны дух; Штандар наш бел-чырвона-белы, Пакрыў сабой народны рух! На бой! За шчасьце і за волю Народу слаўнага свайго! Браты, цярпелі мы даволі. На бой! — усе да аднаго! Імя і сілу беларуса Няхай пачуе й бачыць той, Хто сьмее нам нясьці прымусы I першы выкліча на бой. Браты, да шчасьця мы падходзім: Хай гром грыміць яшчэ мацней! У крывавых муках мы народзім Жыцьцё Рэспублікі сваей! Жыцьцё Рэспублікі сваей! | My vyjdziem ščyĺnymi radami Na voĺny rodny svoj prastor. Chaj volia viečna budzie z nami, A hvaltu my damo adpor! Niachaj žyvie mahutny, smiely Naš bielaruski voĺny duch; Štandar naš biel-čyrvona-biely, Pakryŭ saboj narodny ruch! Na boj! Za ščaście i za voliu Narodu slaŭnaha svajho! Braty, ciarpieli my davoli. Na boj! — usie da adnaho! Imia i silu bielarusa Niachaj pačuje j bačyć toj, Chto śmieje nam niaści prymusy I pieršy vykliča na boj. Braty, da ščaścia my padchodzim: Chaj hrom hrymić jašče macniej! U kryvavych mukach my narodzim Žyćcio Respubliki svajej! Žyćcio Respubliki svajej! |

### Letra em português
Vamos, marchemos com esforço conjunto
Pelos espaços livres da nossa Pátria;
Que a liberdade esteja conosco para sempre,
E em todo ataque, contra-atacaremos.

Viva o espírito bielorrusso corajoso,
O ousado espírito livre da nossa nação!
Branco-Vermelho-Branco as bandeiras acenam
Acima de nossa luta pela libertação.

Para armas! Que felicidade e liberdade
Para o nosso povo corajoso na luta ser vencido;
Por muito tempo atormentado estávamos sangrando ...
Para a batalha, todos e todos!

Ah, que nome e bielorrusso possam
Seja visto e ouvido de perto e de longe
Por todos que nos governariam sem direito,
Ou primeiro ousa desafiar-nos à guerra.

Venha, irmãos, marcharemos sobre a fortuna,
Deixe o trovão rugir ainda mais alto em sua luta!
Nós vamos nascer de tortura angustiada
Para a nossa república uma nova vida!
Para o nosso querido país, uma nova vida!